# Parmena pontocircassica
Parmena pontocircassica (лат.) — вид жуков-ламиин из семейства усачей (Cerambycidae).

## Распространение
Восточная Европа: Центральная Украина, Крым, Кавказ, Грузия, Краснодарский край (окрестности посёлка Лазаревское).

## Описание
Жук длиной от 5 до 7,5 мм. Время лёта с мая по июнь.

## Развитие
Жизненный цикл вида длится один или два года. Полифаги.